# Louis Hostin
Louis Hostin (Saint-Étienne, 21 aprile 1908 – Boisseron, 28 giugno 1998) è stato un sollevatore francese.

## Biografia
Ha conquistato una medaglia d'argento nei giochi olimpici di Amsterdam (1928) e due medaglie d'oro nelle Olimpiadi di Los Angeles del 1932 e di Berlino nel 1936. Nel 1937 vinse la medaglia d'argento ai campionati mondiali di Parigi. Nel 1994 è entrato nella Hall of Fame nella categoria pesi massimo-leggeri.